# Латкин, Михаил Николаевич
Михаил Николаевич Латкин — русский купец, промышленник, общественный деятель.

## Биография
Родился в семье усть-сысольского купца 2-й гильдии Николая Максимовича Латкина. Вместе с отцом и братом Василием первоначально занимался торговой деятельностью по закупке с помощью сети приказчиков дичи, пушнины, кож, телячьих шкур и прочего, вывозя эти товары на ярмарки (Макарьевскую и Ирбитскую), а также в Санкт-Петербург и на другие рынки. В Усть-Сысольске торговали привезёнными из других регионов продовольственными (прежде всего хлебом) и промышленными товарами.
После смерти отца, умершего в 1841 году, братья свою деятельность переносят в Сибирь, занявшись в основном промышленным предпринимательством и став пайщиками нескольких золотодобывающих компаний. В 1845 году Михаил записан в Канское купечество, но в 1851 году вновь переписывается в Усть-Сысольск. В 1855 году становится владельцем брусяноточильного производства и единственным арендатором брусяной горы в Щугорской волости. К началу 60-х годов XIX века занял лидирующее место среди усть-сысольского купечества. В 1861 году из 27 усть-сысольских купцов только Латкин состоял во 2-й гильдии (остальные — в 3-й). В 1864 году он числился уже купцом 1-й гильдии.
На два срока (1859—1864) избирался городским головой. В 1863 году был одним из инициаторов подачи прошения об учреждении в Усть-Сысольске общественного банка. После получения в 1865 году разрешения на его создание до 1870 года был первым его директором.
Поддерживал распространение библиотечного дела в Усть-Сысольске. Совместно с братом Василием передал в дар созданной в 1837 году общественной библиотеке серию изданий А. Ф. Смирдина «Полное собрание сочинений русских авторов». Владел самой богатой для своего времени частной библиотекой города, которую посещали чиновники и представители интеллигенции. Дом Латкина был одним из культурных центров города. По воскресным дням в нём устраивались вечера и приёмы с игрой в карты, музыкой, танцами.
В 1860 году, когда созданное в 1835 году Усть-Сысольское приходское училище оказалось под угрозой закрытия в связи с ветхостью здания, в котором оно находилось, Латкин нашёл для училища новый, более подходящий для него дом, обязался в течение трёх лет выделять из своих средств 40 рублей в год на его наём, а также построить за свой счёт деревянный дом для помещения училища.
После создания в 1869 году Усть-Сысольской земской управы три срока подряд избирался председателем управы и, одновременно — гласным губернского земского собрания. Умер незадолго до окончания третьего избирательного срока.

## Награды
- Медаль «В память войны 1853—1856» на Аннинской ленте — за пожертвования в пользу ополченцев;
- Золотая медаль «За усердие» на шейной Аннинской ленте (1864) — за усердие в пользу учебных заведений Министерства народного просвещения;
- Звание потомственного почётного гражданина — единственный случай присвоения этого звания жителю Усть-Сысольска[10].

## Семья
Жена — Прасковья Андреевна.
Дети:
- сын Пётр;
- сын Владимир;
- дочь Антонина;
- дочь Магдалина (1861—1912) — начальница Мариинской женской гимназии в Баку[11];
- сын Василий — купец, председатель Усть-Сысольской земской управы в 1877—1885 годах;
- сын Михаил[12].